# 国立移民历史城
国立移民历史城（法語：Cité nationale de l'histoire de l'immigration）是一座以移民史为主题的博物馆，位于巴黎十二区。博物馆每天开放，星期一除外；一入场费用全免。
建立该博物馆的设想在1989年由阿尔及利亚移民Zaïr Kedadouche提出，并得到历史学家皮埃尔·米尔扎和Gérard Noiriel的支持。博物馆位于镀金门宫里面，而那里原本是国立非洲大洋洲艺术博物馆的所在地。

## 交通
- 巴黎地铁8号线镀金门站